# Gniazdowo (województwo mazowieckie)
Gniazdowo – wieś sołecka w Polsce położona w województwie mazowieckim, w powiecie ostrowskim, w gminie Stary Lubotyń. Leży nad rzeką Orz, lewym dopływem rzeki Narew.
Wierni Kościoła rzymskokatolickiego należą do parafii Nawiedzenia Najświętszej Maryi Panny w Starym Lubotyniu.

## Historia
W 1921 roku miejscowość liczyła 41 domów i 15 innych budynków mieszkalnych. Mieszkało w niej 314 osób, w tym 17 Żydów.
10 września 1939, w odwecie za udaną akcję polskiej 18 Dywizji Piechoty w okolicy pobliskiej Jakaci, żołnierze Wehrmachtu spalili Gniazdowo i sąsiednie Stare Rogowo i rozstrzelali 21 mieszkańców tych miejscowości.
W latach 1954–1959 wieś należała i była siedzibą władz gromady Gniazdowo, po jej zniesieniu w gromadzie Lubotyń Stary. W latach 1975–1998 miejscowość administracyjnie należała do województwa ostrołęckiego.